# Eudistoma modestum
Eudistoma modestum är en sjöpungsart som först beskrevs av Sluiter 1898.  Eudistoma modestum ingår i släktet Eudistoma och familjen Polycitoridae. Inga underarter finns listade i Catalogue of Life.